# マイケル・リー・ファーキンス
マイケル・リー・ファーキンス（Michael Lee Firkins、1967年5月19日 - ）は、主にブルース、カントリー、ジャズをルーツとしたジャンルの音楽活動を続けるアメリカ合衆国のギタリスト、作曲家。

## 略歴
ネブラスカ州オマハ生まれ。彼の父親は、ラップスティールギターの演奏家であり、母親はピアニストだった。
八歳にして、アコースティック・ギターをほぼ独学で弾き始める。その後地元オマハにてレッスンも受けて、流行の音楽を学んでいくことになるが、当時は、レーナード・スキナード、レッド・ツェッペリン, AC/DC, ブラック・サバスなどに傾倒していた。
その後ツアー生活などでさらに音楽的素養を向上させた彼は、五曲のデモ音源をシュラプネル・レコーズに送り、（マイク・ヴァーニーを社長とし、数多くの速弾きギタリストをデビューさせてきた）、1990年に同レーベルから1stアルバム「MICHAEL LEE FIRKINS」を発表。豊富な音楽性に裏打ちされ、モダンなセンスを感じさせる多彩な楽曲、よく歌うギター、圧倒的なテクニックをバランスよく含んだそのアルバムは、スティーヴ・モーズ、スティーヴ・ルカサー、エリック・ジョンソン、ジョージ・リンチなどのいわゆる、ミュージシャンズ・ミュージシャンを中心にして絶賛を受ける。
1stアルバムは、十万枚を越すセールスを記録し、Guitar Player Magazineでは“Best New Talent”賞を得る。その後、シュプラネルに三枚のアルバムを残した後、レーベルを離れ、カバー曲を中心とした（一曲だけオリジナル）四枚目のアルバム「DECOMPOSITION」を発表。

## 音楽性
1stアルバムの高評価、そして十万枚を越すセールスに続いて、マイケルの名前を音楽シーンにおいてさらに有名にしたのは、ジェイソン・ベッカーの2ndアルバム『PERSPECTIVE』での「End Of The Beginning」のプレイによるところが大きいだろう。この曲のアルペジオにおいてはジェイソンの作曲したフレーズをマイケルが完全に再現したというわけではないようだが、ブルース、カントリーなどをルーツとしながらもクラシカルな奏法にも対応する様、スウィープ、速弾きを含んだソロの完成度（ジェイソンに譜面で渡された、とのこと）、曲中のメロディに対する理解度、鐘のなるようなクリーンなギターサウンド、等、自身の磨かれたテクニックを披露し、病に冒されたジェイソンの“代役”以上の素晴らしいプレイを聞かせている。
だが、それはマイケルの一面に過ぎず、彼は本来はブルースを基調した曲調を最も得意とする。それは彼の2ndソロアルバム以降顕著に現れるようになるのだが、シュラプネルからデビューした1990年当時は、ブルースやカントリーのルーツ意識は見事なまでに消化されているが、全体的には都会的なサウンドを聞かせていた。
フィンガーピッキングを駆使した曲や、カポタストを使った曲など、イングヴェイ・マルムスティーン、エドワード・ヴァン・ヘイレンに代表される1980年代的ヘヴィメタル系ギタリストが多く在籍していたシュラプネルにおいてはかなりの異才であった。
フィンガーピッキングについては、1stアルバムにおけるRunaway Trainにて顕著だが、カントリー系の影響が強いが、他の曲にてラグタイム風のプレイを披露することもある。
シュラプネルにデモ音源を送る数年前から、カントリーを好んで聞くようになった彼は、ジェリー・リード、チェット・アトキンス、アルバート・リー、Danny Gattonあたりをフェイヴァリットとしている。
もう一つ、彼の最大の奏法面での特徴はロック式アームを最大限に活用したアーミングだろう。
現在の（1990年代以降に完成させた）ジェフ・ベックが得意とするテクニックで、フィンガーピッキングにてピッキングした弦をアームで巧みに揺らすことで再現するスライドギター風のプレイは、音のトーンまでもそれらしく、後々彼は“ギミックにすぎなかった”と語るものの当時これほどのテクニックを持つギタリストはほとんど居なかったことを考えても高く評価されるべきものである。
3rd, 4thアルバムでは、さらにジャズ、ブルースに接近したサウンドを見せながら、ニューエイジ系にも通じるアーティスティックな曲も書くなど、より自身の内側を見つめたサウンドへと変化していく。
その後の5thアルバムでは、今まで自分が影響を受けてきたアーティスト達のカバーを中心にした選曲である。
一曲のみここで披露されているオリジナルは、元はロバート・プラント（元レッド・ツェッペリン）のギタリストオーディションに向けて書かれた曲らしい。だが、そのオーディションに落ちたマイケルはここにニューエイジ系の影響を感じさせながらも、ハードなリードギターをフィーチャーした傑作へと仕上げてきたのである。
そのほかのカバーも秀逸で、アーミングにて再現していたスライドも本来の形に戻したようで、デュアン・オールマンあたりの影響を感じさせるダイナミックなスライドプレイを披露した。
2007年にリリースされた、久々の5thアルバムでは、4thアルバムの流れを受け継ぐ、ブルース色の強い曲が大半となった。

## ディスコグラフィ

### ソロ・アルバム
- 『マイケル・リー・ファーキンス』 - Michael Lee Firkins (1990年)
- 『ハウリング・イグアナズ』 - Howling Iguanas (1994年) ※ハウリング・イグアナズ名義
- 『チャプター・イレヴン』 - Chapter Eleven (1995年)
- 『カクタス・クルーズ』 - Cactus Crüz (1996年)
- Decomposition (1999年)
- Black Light Sonatas (2007年)
- Yep (2013年)